# Néa Zoí (ort i Grekland, Mellersta Makedonien)
Néa Zoí är en ort i Grekland.   Den ligger i prefekturen Nomós Péllis och regionen Mellersta Makedonien, i den norra delen av landet, 300 km norr om huvudstaden Aten. Néa Zoí ligger 116 meter över havet och antalet invånare är 189.
Terrängen runt Néa Zoí är huvudsakligen kuperad, men åt sydost är den platt. Runt Néa Zoí är det ganska glesbefolkat, med 50 invånare per kvadratkilometer. Närmaste större samhälle är Édessa, 7,4 km sydväst om Néa Zoí. == Kommentarer ==
1. ↑  Framräknat ur höjduppgifter (DEM 3") från Viewfinder Panoramas.[2] Mer om algoritmen finns här: Användare:Lsjbot/Algoritmer.
2. ↑  Framräknat ur variansen i alla höjduppgifter (DEM 3") från Viewfinder Panoramas, inom 10 km radie.[2] Mer om algoritmen finns här: Användare:Lsjbot/Algoritmer.